# Marie Farge
  Marie Farge    (12 de març de 1953) és una matemàtica i física francesa. Actualment és Directora de Recerca al CNRS i treballa al Laboratori de Meteorologia Dinàmica de l'École Normale Supérieure de París (ENS).

## Biografia
Marie Farge es va llicenciar en Física per la Universitat Stanford, l'any 1977 i es va doctorar en Física per la Universitat París VII l'any 1980. Abans d'obtenir la plaça al CNRS i a l'ENS va fer una estada postdoctoral a la Universitat Harvard. L'any 1987 va obtenire el Doctorat d'Estat en Matemàtiques, sota la direcció de Robert Sadourny, a la Universitat París VI.
Treballa en el camp de l'aerodinàmica i la mecànica de fluids i les seves especialitats són la turbulència, les equacions diferencials parcials, les simulacions numèriques, les anàlisis d'harmònics i la física estadística anàlisi i física estadística, que utilitza per estudiar.
Ha publicat més de 200 articles en revistes de revisió per parells i actes de congressos i és Fellow de l'American Physical Society (APS), 
Ha participat en el comitè editorial de tres revistes matemàtiques .
L'any 1993 va guanyar el Premi Poncelet Prize de l'Acadèmia Francesa de les Ciències
Des de l'any 2005 forma part de l'Acadèmia Europea. També forma part dels grups d'experts HERCULES (Higher Education, Research and Culture in European Society) i RISE (Research, Innovation and Science policy Experts) de la Comissió Europea

## Defensora de l'accés obert
La seva participació en el comitè d'ètica del CNRS li va fer descobrir les relacions entre els investigadors, les biblioteques universitàries i les editorials científiques i la va empènyer a defensar el moviment de l'accés obert. L'any 2012 va participar en la redacció de la declaració The Cost of Knowledge cridant a boicotejar l'editorial Elsevier i a reformar el sistema de publicació científica. És cofundadora de l'associació sense ànim de lucre CAPSH (Committee for the Accessibility of Publications in Sciences and Humanities) que desenvolupa Dissem.in, una plataforma de codi obert per ajudar els investigadors a dipositar els articles en accés obert